# Пеещи дюни
Пеещите пясъци се срещат в Южна Сахара, пустинята Такламакан в Централна Азия, пустините на Саудитска Арабия.
Пустинните пясъци са съставени от дребни зрънца кварц. Когато вятърът раздвижва пясъка или по него мине животно, горният тънък слой песъчинки започва да се движи върху долната по-твърда повърхност така, както олиото се плъзга върху стъкло. При това движение възникват трептения, които се чуват като шумове или звуци. Понякога те приличат на дълбоко и глухо стенание, често нарастват до рев. Когато движението на повърхностния слой спре, звуците престават. Предполага се, че температурата също е от значение, колкото по-гореща е повърхността на пясъка, толкова по-силни са звуците.